# Școala din Fălești
Școala din Fălești este o clădire amplasată în Fălești, Republica Moldova. Este un monument arhitectural de importanță națională inclus în Registrul monumentelor Republicii Moldova ocrotite de stat cu nr. 1056 (raionul Fălești). Datează din anii 1930.